# Sinal verde (negócios)

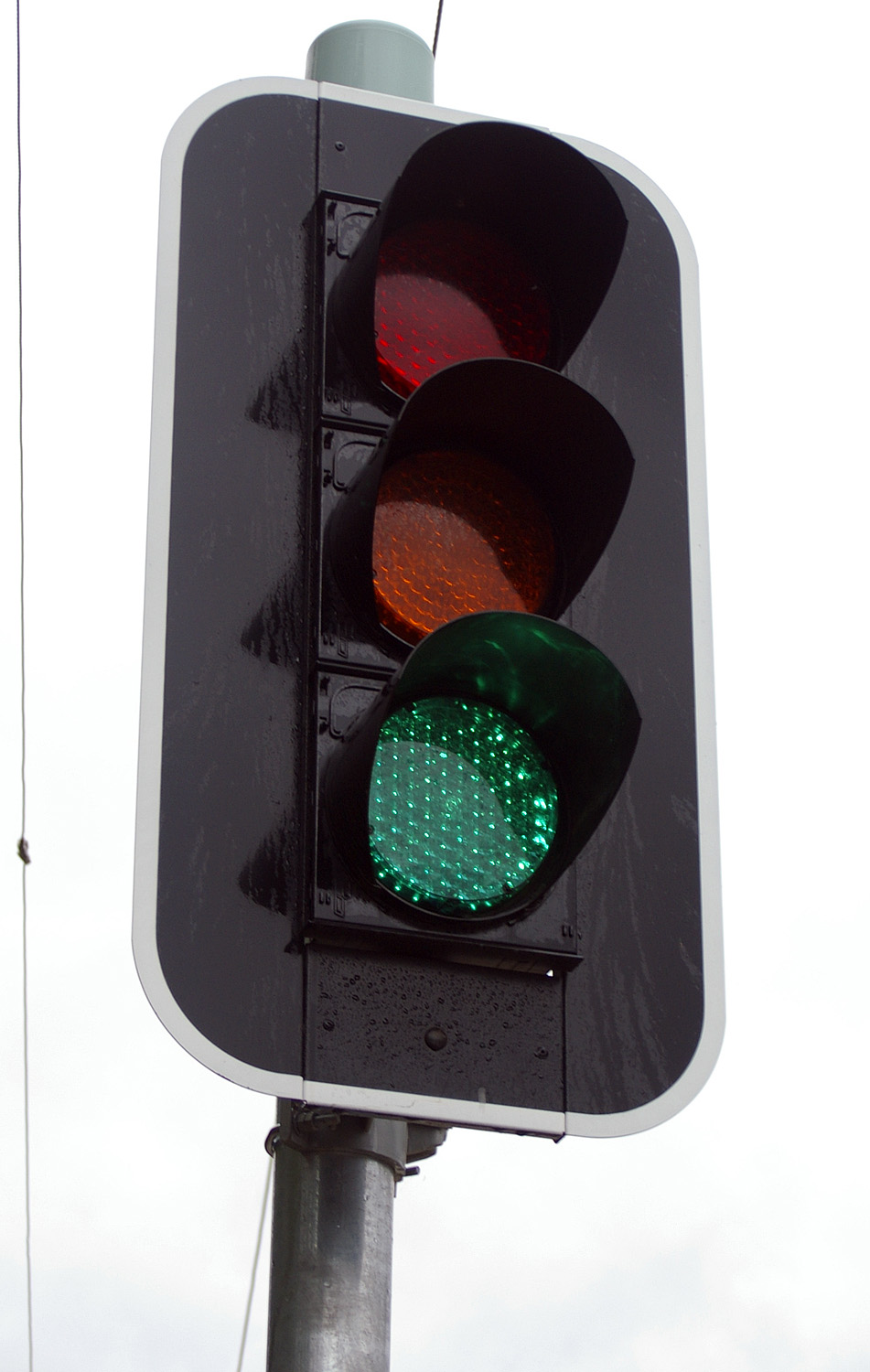
Semáforo com luz verde indicando "siga em frente".

Dar um sinal verde é dar uma permissão de seguir em frente com um projeto. O termo é uma referência à luz verde do semáforo, que indica "vá em frente". No contexto da Indústria cinematográfica, dar sinal verde para um projeto é oficialmente aprovar o financiamento da produção de um filme, daí permitindo que o projeto se mova para fase de desenvolvimento e depois para pré produção.
O poder de dar sinal verde é normalmente reservado para aqueles na posição do controle financeiro de uma organização. O processo de levar um projeto do estágio ideia para sinal verde forma a base do inicio da produção.